# Минчев, Георги (певец)
Гео́рги Ми́нчев (болг. Георги Минчев, по паспорту с 1950-х годов — Ку́ртев; 9 апреля 1943, София, Третье Болгарское царство — 18 февраля 2001, София, Болгария) — болгарский поп- и рок-музыкант, певец, композитор и телеведущий. Известен как один из основоположников болгарской рок-музыки, фронтмен болгарских рок-групп «Стари муцуни» и «Полезни изкопаеми», а также как участник коллективов «Бъндараците», «Щурците» и «Сребърните гривни».
Карьеру Минчев начал в 1960-х годах: ещё студентом получил премию на фестивале «Золотой Орфей» за исполнение известной песни «Бяла тишина» в сопровождении «Щурците» и струнного квартета «Димов». Тогда же он пел композиции многих легендарных рок-музыкантов. В 1970-е уехал учиться на режиссёра в Бельгию. Позднее работал журналистом и ведущим на болгарских каналах. В 1987 году выпустил дебютный студийный альбом «Българският рок».
18 февраля 2001 года Минчев умер от рака во сне, во время отдыха от работы над очередным альбомом. Для музыковедов и болгар Минчев стал одним из самых великих исполнителей в стране. В его честь был учреждён фестиваль «Цвете за Гошо». Именем Георгия Минчева названа улица в центре Софии. В Созополе находится мемориал, посвящённый музыканту, на Аллее Рока в Каварне установлен памятник.

## Биография и творчество

### Детство и юность
Георги Минчев родился 9 апреля 1943 года в столице Третьего Болгарского царства (ныне — Болгарии) Софии в квартале Горен Лозенец, где и провёл своё детство, живя, по воспоминаниям друга детства и соседа Валентина Измирлева, в роскошном доме с двориком и беседкой, построенном в около 1930-х годах. С ранних лет у Куртева начали проявляться хорошие лидерские качества, для своих ровесников он устраивал самодельный кукольный театр.
В деле Минчева указано, что он происходит от семейства служащих. Его родители находилось в окружении царя в 1943—1944 годах. У Георгия был брат, осуждённый за «вражескую деятельность» и сестра Марина Куртева. Мальчик особенно уважал и любил своего отца Петыра, они проводили много времени вместе. В 1947 году, спустя год с момента упразднения института монархии, Петыр во время свадебного путешествия сделал совместный снимок с царем Борисом III, за что в том же году его фабрика была подвержена национализации, а он сам был устроен на должность бухгалтера. В 1952 году мать Георгия бросила мужа, спустя два года они развелись и Петыр стал литейщиком. Несмотря на решение суда Георги остался жить с отцом. Отец поддерживал интерес сына к музыке. Петыр получил тюремный срок за спекуляцию, в середине 1950-х годов он был отправлен в лагерь. Тогда мать женилась на докторе Кирилле Куртеве (также «неприязненно настроенном к Народной власти») и изменила фамилию сына с целью защитить его от общения с отцом и дать возможность получить хорошее образование. Минчев переехал в центр столицы.

Сразу после присяги в Марице появился настоящий отец Гоши — только что вышедший из тюрьмы Петыр Минчев. Высокий приятный мужчина средних лет со смуглым лицом и в шляпе с олухом. На нем было тёмно-синее длинное пальто, и мы с Гошей встретили его у ворот. Говорил он интеллигентно, с характерным софийским акцентом. Это был тот самый человек, который из-за своей жены попал в тюрьму за Акт о спекуляции и, покинутый ею, вернулся оттуда ни с чем, даже без сына, носившего его фамилию. <…> Петыр Минчев внезапно скончался через несколько лет, не оставив после себя ничего. Только в 1966 году я увидел в афишах новую фамилию Гоши — Георги Минчев.Оригинальный текст (болг.)В Марица веднага след клетвата се появи истинският баща на Гошо — Петър Минчев, който току-що бе излязъл от затвора. Висок приятен мъж на средна възраст, с тъмен тен и бомбе. Беше в тъмносиньо дълго палто и с Гошо го срещнахме на портала. Говореше интелигентно, с характерен софийски акцент. Това беше същият човек, който заради жена си влиза в затвора заради Закона за спекулата и изоставен от нея, се завръща оттам без нищо, даже синът му не носеше неговата фамилия. <...> Петър Минчев почина скоропостижно няколко години по-късно, като не остави нищо. Едва през 1966 година видях в афишите новата фамилия на Гошо — Георги Минчев.
— Бисер Киров, «Благодарствена песен», 2017
Минчев окончил факультет внешней торговли в Экономическом институте имени Карла Маркса (ныне — Университет национального и мирового хозяйства). Георги был исключён из комсомола и отстранён от обучения из-за «плохого поведения», проявленного во время службы в казарме в Пазарджике: юноша танцевал твист, недолюбливал и шутил про КПСС и Хрущёва, а также был «приверженцем китайцев». Образование Минчева возобновилось в 1964 году благодаря амнистии по поводу 20-летия переворота 9 сентября и письму матери, адресованному Народному собранию. Музыкант отказался вновь становиться членом комсомола. 

Минчев на сцене «Золотого Орфея», 1967 год

Исполнять свои песни, примерно по 150 раз в день, Георги впервые начал в Созополе в начале 1960-х. В 1962 году появляется первая болгарская рок-группа «Бъндараците»; через два года к ней присоединяется и Минчев. Желая присоединиться к созданному в 1966 году после распада «Бъндараците» коллективу «Щурците», Минчев с помощью приятеля и композитора Бориса Карадимчева напел будущий хит «Бяла тишина» на магнитофон и поставил запись лидеру группы Кириллу Маричкову по телефону. Тот отнёсся к песне благосклонно. Тогда музыканты связались с Богомилом Гудевым с просьбой написать текст. В 1967 году за исполнение этой песни на фестивале «Золотой Орфей» в сопровождении «Щурците» и струнного квартета «Димов» Минчев получил свою первую премию, «Мелодия года». За год до этого, в марте 1966 года, с песней «Снегът на спомена» Минчев номинировался на премию «Мелодия на месеца».
Во время гастролей Минчева умер его отец Петыр. В тот же день Георги отправился в больницу, где пообщался с соседом отца по палате. Тот рассказал, что незадолго до смерти Петыр услышал «Бяла тишина» по радио и его последними словами была фраза «Это мой мальчик. Пусть он поёт свои песни!».
После получения диплома работал певцом по договору. Попробовал себя на конкурсах «Сочи ’68» (награда «Лучшее исполнение советской песни») и «Интервидение-1968» в Карловых Варах. В 1969 году получил «Первую награду за болгарскую песню» на «Золотом Орфее» за совместное с Марией Нейковой исполнение песни «Закъснели срещи», вошедшей в фильм «Мъже в командировка».
Самые известные песни Георгия Минчева из его раннего творчества — «Бяла тишина», «Снегът на спомена» и «Сребърни ята». Песни были хитами не только в Болгарии, но и за границей. Мать была единственным близким человеком Георгия, который не принимал его творчество — с самого начала карьеры она запрещала ему петь, аргументируя это тем, что не хочет, чтобы её сын был «развращён на гастролях».
Считается одним из основоположников болгарской рок-музыки. Помимо участия в группах «Бъндараците» и «Щурците», в 1960-х годах пел с Бисером Кировым и Василом Попвасилевым. В 1965 году был солистом «Студио 5», в 1966—1968 годах сопровождал квартет «До-ре-ми-фа», а в 1968—1969 годах — участвовал в группе «Сребърните гривни». В то же время он пел каверы на песни Клиффа Ричарда, Джерри Ли Льюиса, Элвиса Пресли и Литла Ричарда. Минчев сотрудничал с известными болгарскими дирижёрами Вили Казасяном и Милчо Левиевым. Помог попасть на сцену Бисеру Кирову, Михаилу Белчеву, Борису Гуджунову, Марии Нейковой и Васко Крыпкате.

### Журналистика. 1970-е—1990-е
В 1971 году Минчев снялся в эпизодической роли в художественном фильме Методия Андонова «Нет ничего лучше плохой погоды», где исполнил одноимённую песню. Тогда же музыкант уехал учиться режиссуре кино и телевидения в Бельгию. Там он записывал малоизвестные в Болгарии песни на французском языке. В Бельгии Минчев издал свою первую маленькую пластинку, которая получила восторженную оценку дирижёра Жака Мерсье. Накануне Рождества 1971 года Минчев вместо запланированной вечеринки провёл ночь в полицейском участке — его арестовала местная полиция. Причина была в том, что музыкант выглядел точно так же, как разыскиваемый серийный насильник из Монса. Когда полицейские ворвались в квартиру, то обнаружили, что легендарный болгарский музыкант делил небольшую квартиру с ещё 10-15 людьми, сенбернаром, большой тропической ящерицей, несколькими хомяками и колонией белых мышей. После окончания Бельгийского колледжа искусств (фр. L'Institut des arts de diffusion, IAD, Брюссель) в области исполнительского искусства, вещания и техники связи в 1977 году, он вернулся на родину. В честь своего возвращения он планировал выпустить альбом, но многочисленные житейские и личные проблемы помешали осуществлению творческих планов.
Минчев получил весть от своей супруги — манекенщицы Лилианы Йончевой, с которой они за десять лет до этого познакомились в зале «Универсиада», о том, что та влюблена в теннисиста Божидара Пампулова и желает развестись. Георги быстро собрал чемоданы и вернулся в Болгарию. Он ходил по центральным заведениям, чтобы люди обратили на него внимание и рассказали о возвращении супруге. К его удивлению, он получил официальное уведомление о разводе на том основании, что хотел жить за границей. На самом деле причиной подачи Лилианы на развод стали постоянные гастроли, репетиции и вечеринки её мужа. Второй брак Георгия, уже с девушкой по имени Люси, также оказался неудачным. С 1983 года и до самой своей смерти Минчев больше никогда не женился.
Уже в 1980-х годах Георги попробовал себя в роли журналиста на местном телевидении: работал на Радио «София» и БНТ, был ведущим конкурсов «Песни на седмицата», «От 1 до 5» и «Младежкия конкурс за забавна песен». В эти годы Минчев также исполнил своеобразный гимн болгарских рок-музыкантов «Българският рок», написанный Ники Качаровым. Именно так называется его дебютный альбом, выпущенный в 1987 году. В него вошли многие эмблематические композиции музыканта — «Урок по рок», «Почти полунощ», «Есен в Созопол», «Какви времена» и другие. Певец выпустил ещё несколько сольных альбомов: «Рокендрол ветерани», «Равносметка» и сборник «Бяла тишина».
В 1980-х годах мать музыканта была арестована и отправлена в тюрьму на три года по обвинению в «экономическом шпионаже в пользу австрийской фирмы» и совместной с сыном торговле иконами, где и умерла. В конце десятилетия на Минчева было заведено дело об оперативном наблюдении. В документе было написано, что, кроме всего прочего, музыкант поддерживал связь с предателями Родины и сам являлся агентом бельгийской контрразведки, а также путешествовал по городам Болгарии, где устраивал подпольные дискотеки. Минчев получил псевдоним «Цветният» (с болг. — «Цветной»).

### Последние годы. Болезнь и смерть
В 1988 году Минчев вновь исполнил «Бяла тишина» совместно со «Щурците» в рамках юбилейного концерта группы в честь 20-летия с момента основания. Для тематического документально-концертного фильма у Минчева также взяли небольшое интервью.
7 июня 1990 года Минчев выступил на самом масштабном митинге Болгарии, организованном партией СДС за несколько дней до первых демократических выборов в стране. На тогдашнем Орловом мосте и сегодняшнем бульваре «Цариградско шосе» собралось около 1 миллиона человек. В период распада социалистического лагеря Минчев стал певцом демократических преобразований и произвёл фурор песней «Блажени години»; она обрела особый успех на радио и должна была прозвучать в передаче «Песни на седмицата», однако ведущий Минчев посчитал это неправильным, вследствие чего от включения в программу было решено отказаться.
Вместе с Петыром Гюзелевым в 1991 году основал группу «Стари муцуни». В её состав входили также Иван Лечев, Ивайло Крайчовски и Георги Марков. Группа дебютировала 1 июня в клубе «113+» при Софийском университете. В следующем году «Стари муцуни» приняли участие на фестивале в Ла-Рошели в 1992 году, а в 1994 году выпустили альбом «Бира, секс и рокендрол». Такие песни, как «Българско реге», «Кръчмата на Спас», «Гадже бонбон», «Българският рок» и «Блажени години» стали хитами. Одной из последних известных песен Георгия стала «Сам на бара».
Минчев часто посещал редакцию телевидения. В один из заходов его заметила главный редактор, которая внезапно, без ясной причины, начала очень грубым тоном оскорблять музыканта. Тот, по прежнему находясь в спокойствии и одновременно недоумении, мирно ушёл из студии. С того момента и до середины-конца 1990-х песни Минчева перестали включать по радио.
В 1993 году Минчеву была диагностирована доброкачественная опухоль головного мозга, из-за которой ему пришлось пережить 7 операций; после каждой из них он записывал новый альбом. В 1998 году вместе с Развигором Поповым создал группу «Полезни изкопаеми». Георги снова привлёк к себе внимание песней «Блажени години», музыка которой — кавер-версия на мелодию американского кантри. В этом же году принял участие в днях музыки в Маконе, Франция. В 1990-х годах вместе с «Подуене блус бенд» и Васко Крыпкатой Минчев устроил концерт на крыше, «воссоздав» знаменитый последний концерт The Beatles, и исполнил песню Чака Берри «Johnny B. Goode». В 1997 году о Минчеве был снят первый документальный фильм — «Плач за една сянка: „Старо момче“» (режиссёр и сценарист Николай Вылчинов).
На протяжении двух последних лет, каждые четыре месяца, хирурги производили ему трепанацию черепа. За полгода до смерти Георги пережил инсульт, однако он продолжал заниматься гастрольной деятельностью. В последние годы жизни, когда Минчев уже был тяжело болен и перенёс несколько операций, музыкант нашёл утешение в обществе светловолосой девушки болгарского и французского происхождения — Лилианы Колеф-Киры, ставшая его источником вдохновения и опорой. По воспоминаниям свидетелей, пара часто ходила за руки в Южном парке и тихонько разговаривала.
На протяжении 2000 года Георги работал с Иваном Лечевым и Ивайло Крайчовским над своим новым альбомом «Утрешният свят». У Минчева было много идей для песен, однако он уже был слишком истощён болезнью. Ноты к песням музыкант сочинил ещё во время нахождения в Бельгии. Он торопил друзей из группы «ФСБ», чтобы те как можно быстрее записывали его композиции в студии. По мнению близких музыканта, он торопился, потому что предчувствовал смерть. Альбом вышел под названием «Le Monde De Demain» и содержал в себе песни, написанные Минчевым и Колеф-Кирой на французском языке. По его словам, был долгий спор с продюсером насчёт того, на каком языке будут тексты: на французском или английском. В итоге он был разрешён, и все песни исполнялись на французском.
Последними прижизненными материалами с Георгием стали записи с его появлением в передаче «Блус до дупка» на радио «Експрес» и интервью газете «Жената днес». По воспоминаниям Кирилла Маричкова, в последние месяцы перед смертью Георги был очень позитивным и обо всём, в том числе о восьмой, последней операции, говорил с юмором. Уже после его смерти друзья узнали, что под конец жизни музыкант жил очень бедно.

Этот «белый» мальчик прожил свои последние годы без отопления, с неоплаченным «Тико» и с украденным энтузиазмом. Он не стал останавливаться возле синего штаба партии. Я должен был пойти к СДС, чтобы попросить начальство посетить Георгия перед его смертью. Нищенствовать и просить Гоша не умел, и только его верная сестра Марина из Вены смогла залатать его финансовые проблемы.Оригинальный текст (болг.)Това „бяло“ момче изживя последните си години без парно, с неизплатено „Тико“ и с окрадени възторзи. Не се умилкваше около синия партиен щаб. Трябваше аз да ходя на „Раковски“ 134, за да моля началството да го посети преди смъртта му. Гошо не знаеше да моли и проси и само вярната му сестричка Марина от Виена успяваше да закърпи финансовите му проблеми.
— Бисер Киров, «Благодарствена песен», 2017
Около сотни друзей, знакомых и родственников Георгия собрались, чтобы побыть с ним в последний раз. 18 февраля 2001 года, приблизительно в 18:00, Георги Минчев умер во сне от рака. По воспоминаниям, жизнь певца оборвалась под песню «Равносметка», написанную для него другом Буги Барабатой. Перед смертью он завещал свою гитару Василю Георгиеву (Васко Крыпката), который позже поклонился с нею на могиле американского певца Джими Хендрикса в Сиэтле (США). По словам Васко, весть ему сообщила сестра музыканта. Певец был похоронен 21 февраля 2001 года на одном из софийских кладбищ.

## Творчество и стиль

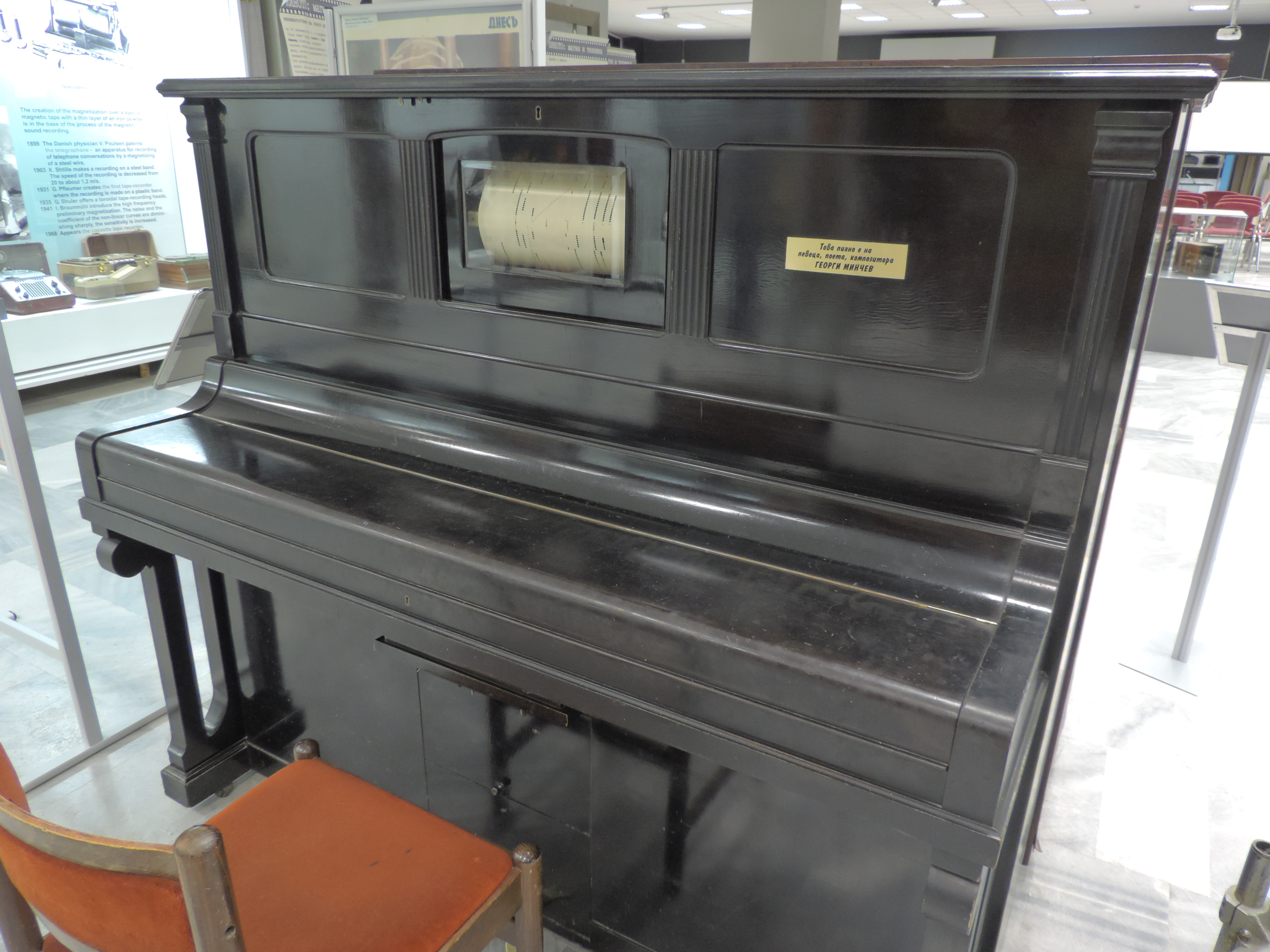
Механическое пианино Минчева. Экспонат из Национального политехнического музея в Софии

За свою жизнь Георги Минчев написал более 300 песен, около 220 из которых — на собственные тексты; некоторые из них были опубликованы в сборнике стихов в 1994 году. Современные музыковеды придерживаются экспертного мнения, что Минчев является классическим представителем жанров блюз, блюз-рок, психоделический рок (сам Минчев отмечал элементы психоделики в тексте «Бяла тишина»), хард-рок и поп-рок в Болгарии. В составе группы «Сребърните гривни» Минчев и остальные участники решили играть народную музыку. Песни и творчество Георгия — о мечтах и грусти, надеждах и разочарованиях, любви и изменах — подкупают слушателей искренностью и откровенностью, неподражаемой изысканностью и бунтарским духом. Большинство текстов Минчев писал сам. По мнению Бисера Кирова, «в горьких автобиографических песнях, наряду с тёплой самоиронией, звучит великий дар поэта, и именно эти песни пережили его и остаются примером для молодых». Киров называл Минчева «образцом образованной и высокоинтеллигентной духовности, сравнимой с известными текстами французских бардов» и «орфеем болгарского рока».

## Память

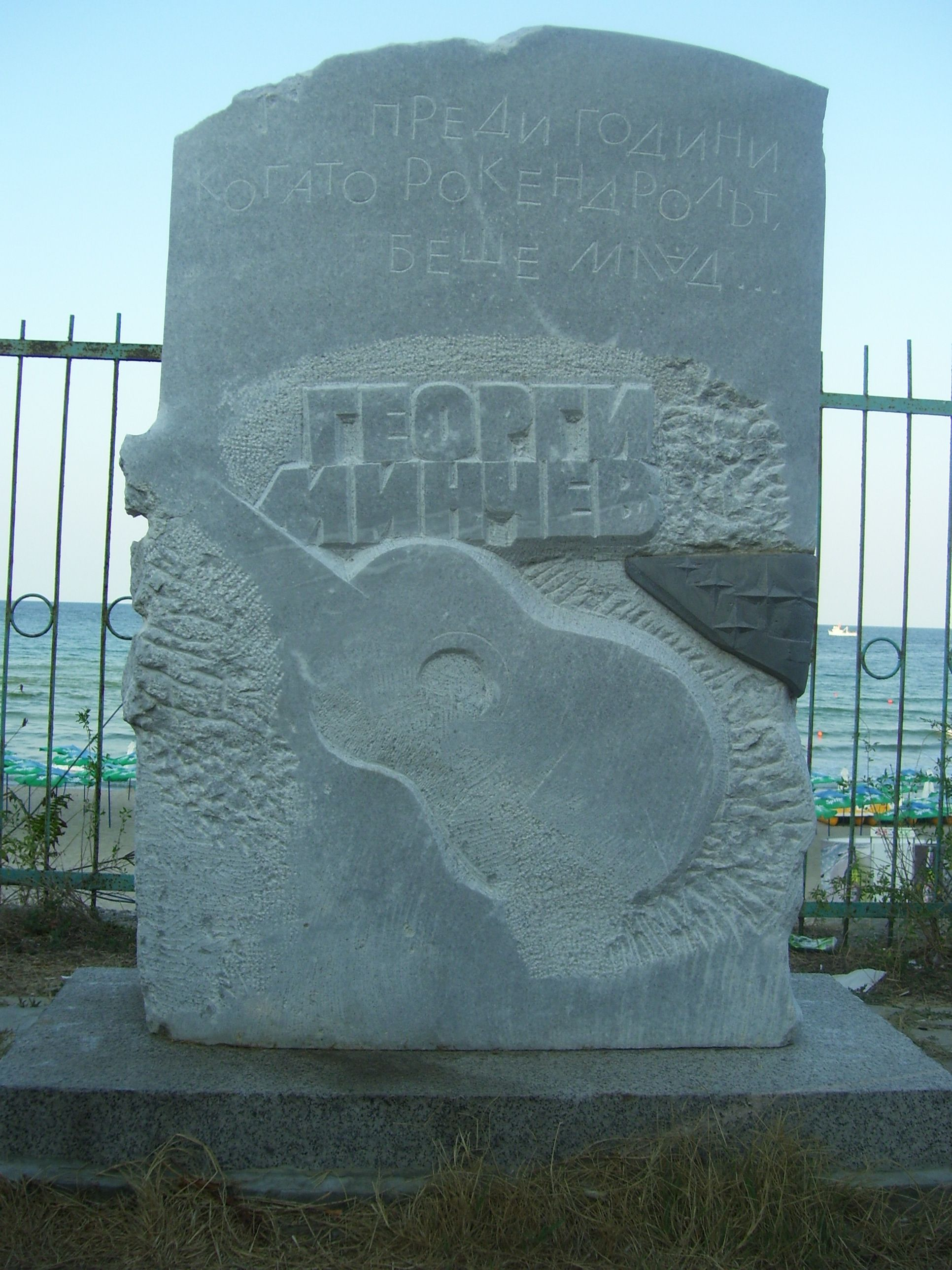
Мемориальная плита в Созополе

В 2001 году после смерти музыканта в его честь был учреждён фестиваль рок-музыки «Цвете за Гошо», организатором которого выступил Крыпката. До пандемии коронавируса блюз-фестиваль проходил в Южном парке, одном из самых больших в Софии. Именем Георгия Минчева названа улица в Софийском районе «Редута». Стихотворение, посвящённое певцу, вошло в сборник писателя Иво Казара.

В Созополе стоит мемориальная плита в память Георгию с надписью «Преди години, когато рокендролът беше млад». Название города упоминал сам исполнитель во многих своих песнях.

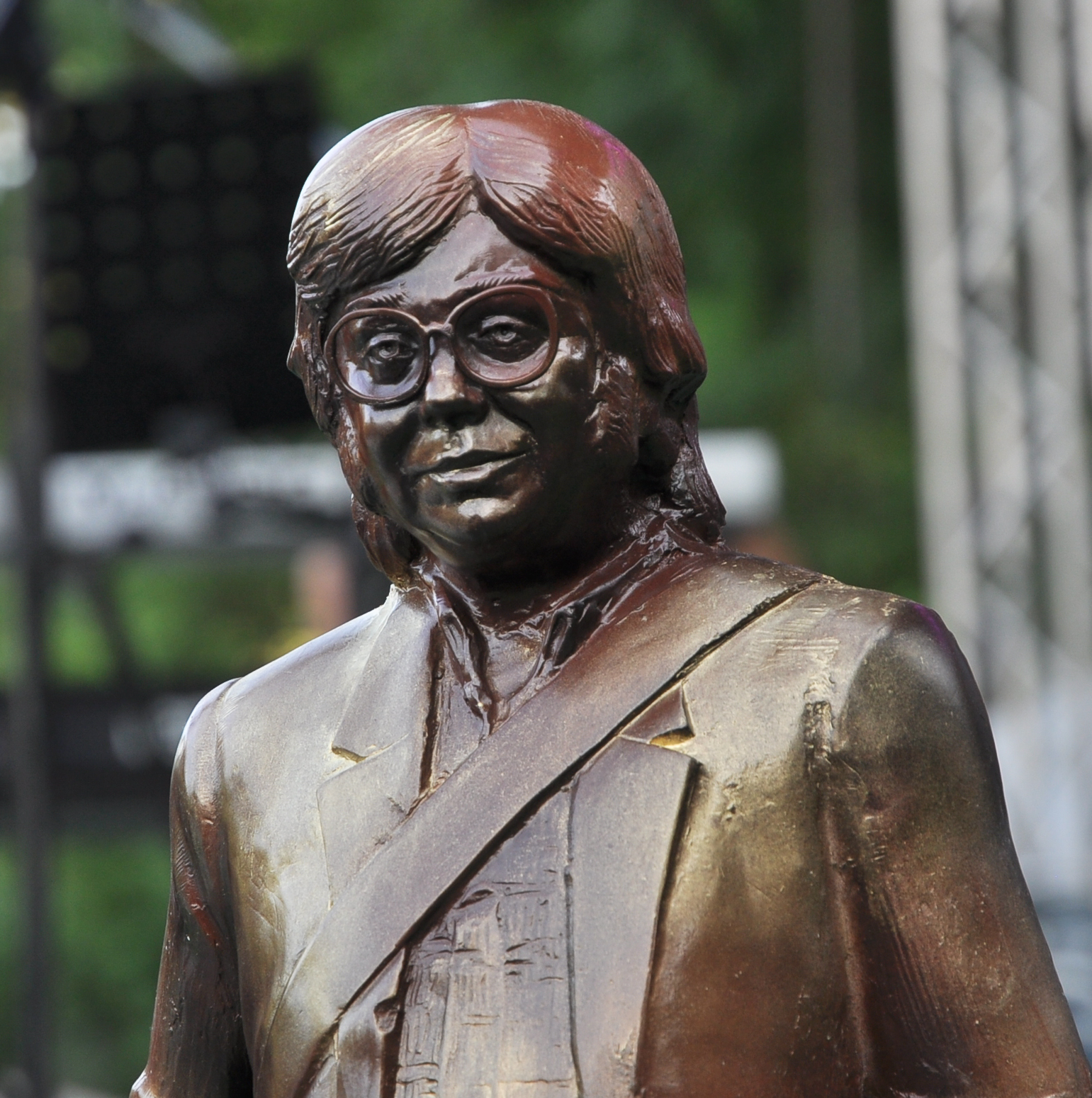
Проект памятника в Каварне

1 июня 2013 года в городе Каварна в рамках местного рок-фестиваля, недалеко от статуи Ронни Джеймса Дио, на Аллее Рока был открыт бронзовый памятник Минчеву скульптора Красимира Ломски. За час до открытия друзьями певца был устроен импровизированный концерт, на котором исполнялись любимые песни Минчева. Идею памятника предложил мэр общины Каварна Цонко Цонев ещё в начале 2010-х. Она была представлена им на пресс-конференции в Каварне 20 февраля 2011 года. Её поддержали многие друзья музыканта: Васко Крыпката, «Щурците», Звездомир Керемидчиев, «Уикеда», Георги Мархолев, Ивайло Крайчовски, Милена Славова, «Монолит», «Блус трафик» и многие другие. Памятник хотели закончить к концу июля и установить к концу лета, а 3—5 сентября планировалось объединить рыбный фестиваль с «Цвете за Гошо». Ранний проект памятника представлял собой Минчева, сидящего на морском камне с гитарой «в типичной для него позе». Высота памятника должна была составлять 160 см, а его бюджет составил около 50 тысячи левов. Чтобы не просить помощи у Министерства культуры, инициативный комитет организовал благотворительный концерт в Sofia Live Club 14 марта. Поскольку нужные средства не были собраны к срокам, когда гипсовый макет был готов лишь к сентябрю 2012 года, были организованы повторные сборы.
6 октября 2023 года в софийском кинотеатре «Влайкова» состоялась премьера документального фильма о жизни и творчестве Георгия Минчева «„Цветният“ скитник» (с болг. — «„Цветной“ бродяга»), снятого в рамках серии передач «БНТ представя». Росен Елезов срежиссировал фильм, сценарий написала Хелия Чавдарова, а роль оператора исполнил Цветан Недков.

## Дискография

### Студийные альбомы
- «Българският рок[болг.]» (1987)
- «Рокендрол ветерани[болг.]» (1988)
- «Бира, секс и рокендрол[болг.]» (1994, в составе группы «Стари муцуни»)
- «Равносметка[болг.]» (1995)
- «История с китара[болг.]» (1999)
- «Le Monde De Demain» (2000)

### Синглы
- «Когато минем под ръка» (1966, вместе с квартетом «До-ре-ми-фа[болг.]»)
- «Закъснели срещи» (1968 или 1969, также известен под названиями «Пее Георги Минчев» и «Сребърни ята»)
- «Георги Минчев и „Сребърните Гривни“» (1970)
- «Георги Минчев» (1972)
- «Entre Toi Et Moi» (1975)
- «Палома Бланка» (1976)
- «Рокендрол» (1980)

### Сборники
- «Бяла тишина[болг.]» (1993)
- «Сам на бара» (1994)
- «Подбрано — част 1[болг.]» (2005)

## Видеография
Известны всего два официальных видеоклипа с Георгием Минчевым, снятых БНТ в 1967 году. Первый — на песню «Бяла тишина» — был снят в окружении столиков ресторана в центре Софии, перед Храмом-памятником Александра Невского. Кадры с музыкантами прерываются различными ракурсами фонтана и бумажного кораблика, который в него кинул мальчик. Видео для «Снегът на спомена» тоже не экстравагантно — оно было снято на моренах Витоши, где Минчев бродит в одиночестве со своей гитарой.
| Год        | Название              | Режиссёр         |
| ---------- | --------------------- | ---------------- |
| 1967       | «Бяла тишина»         | Неизвестен (БНТ) |
| 1967       | «Снегът на спомена»   | Неизвестен (БНТ) |
| неизвестно | «Някога, някога»      | Неизвестен       |
| неизвестно | «Музиканстка съдба»   | Неизвестен       |
| неизвестно | «Стар, избелял албум» | Неизвестен       |
| неизвестно | «Първи в класация»    | Неизвестен       |

## Фильмография
| Год  |     | Русское название                       | Оригинальное название               | Роль                                                 |
| ---- | --- | -------------------------------------- | ----------------------------------- | ---------------------------------------------------- |
| 1971 | ф   | «Нет ничего лучше плохой погоды»       | Няма нищо по-хубаво от лошото време | в роли самого себя, исполнитель главной песни фильма |
| 1988 | док | «Щурците — 20 лет спустя»              | Щурците - 20 години по-късно        | в роли самого себя                                   |
| 1997 | док | «Плач по одной тени: „Старый мальчик“» | Плач за една сянка: „Старо момче“   | в роли самого себя                                   |
| 2013 | док | «Лорд Бынди из Софии»                  | Лорд Бънди от София                 | в роли самого себя                                   |
| 2021 | док | «„Цветной“ бродяга»                    | „Цветният“ скитник                  | в роли самого себя                                   |

## Комментарии
1. ↑  Дело об оперативном наблюдении (ДОН) образуется при начале оперативного наблюдения за поведением лиц, об антигосударственной деятельности которых нет данных, но в силу своего социального происхождения, служебного и общественно-политического положения и антинародной деятельности до 9 сентября 1944 года. или в силу наказания за враждебную деятельность после победы социалистической революции представляют опасность для безопасности страны, имеют враждебное отношение к социалистическому строю, пользуются влиянием среди вражеских сред и могут в какой-то момент по собственной инициативе или под влиянием противника начать подрывную деятельность.